# Hagedet
Hagedet (okzitanisch: Hagedèth) ist eine französische Gemeinde mit 42 Einwohnern (Stand: 1. Januar 2022) im Département Hautes-Pyrénées in der Region Okzitanien (vor 2016: Midi-Pyrénées). Sie gehört zum Arrondissement Tarbes und zum Kanton Val d’Adour-Rustan-Madiranais. Die Einwohner werden Hagedetais genannt.

## Geographie
Hagedet liegt rund 35 Kilometer nordöstlich der Stadt Pau an der Grenze zum Département Pyrénées-Atlantiques in der historischen Region Aquitanien. Umgeben wird Hagedet von den Nachbargemeinden Soublecause im Norden, Caussade-Rivière im Osten, Lascazères im Süden sowie Bétracq im Westen.

## Bevölkerungsentwicklung
| Jahr                       | 1962 | 1968 | 1975 | 1982 | 1990 | 1999 | 2006 | 2013 | 2020 |
| Einwohner                  | 51   | 53   | 42   | 34   | 43   | 40   | 44   | 46   | 43   |
| Quellen: Cassini und INSEE |      |      |      |      |      |      |      |      |      |

## Sehenswürdigkeiten

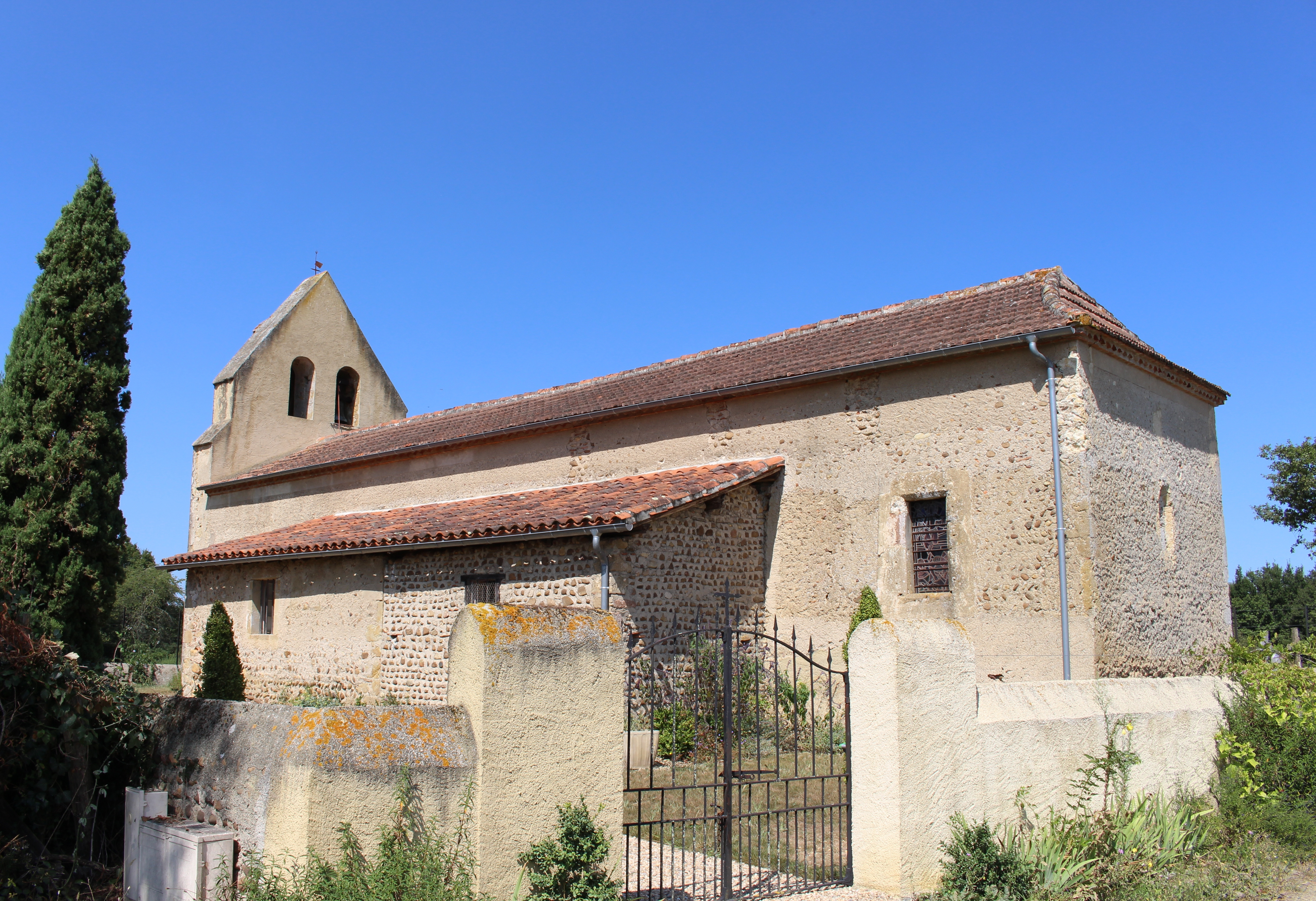
Kirche Saint-Michel
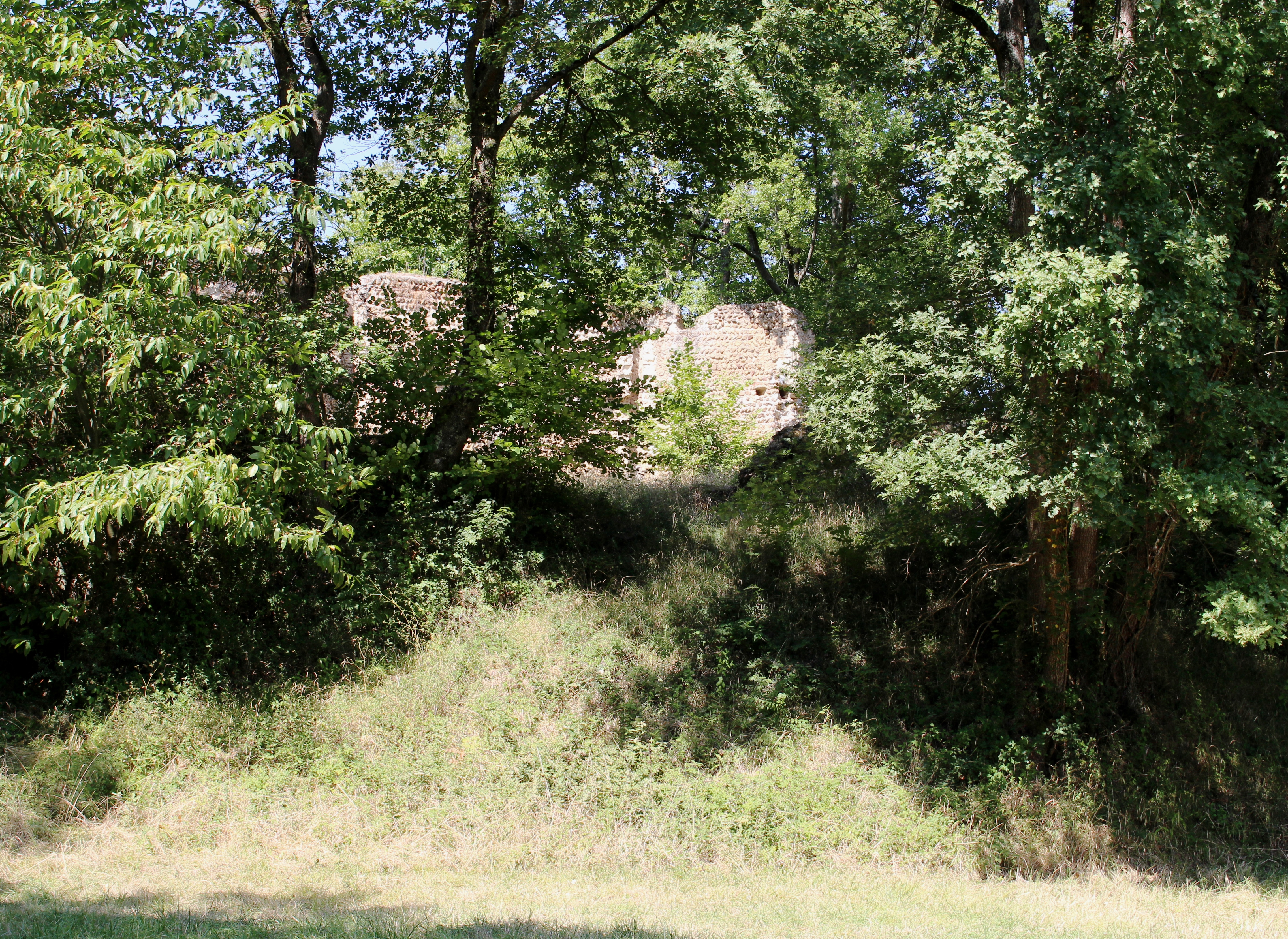
Reste einer Turmhügelburg
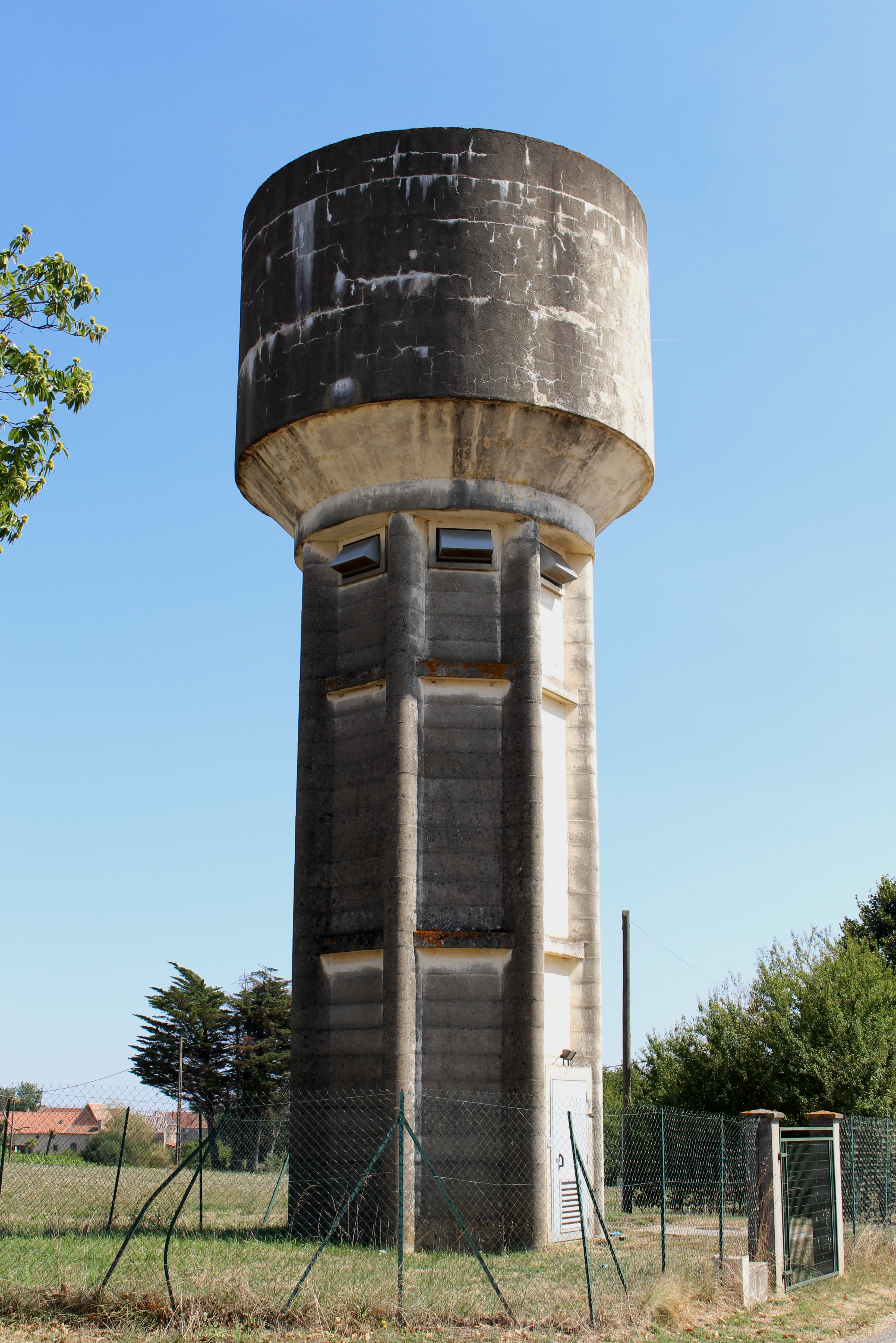
Wasserturm
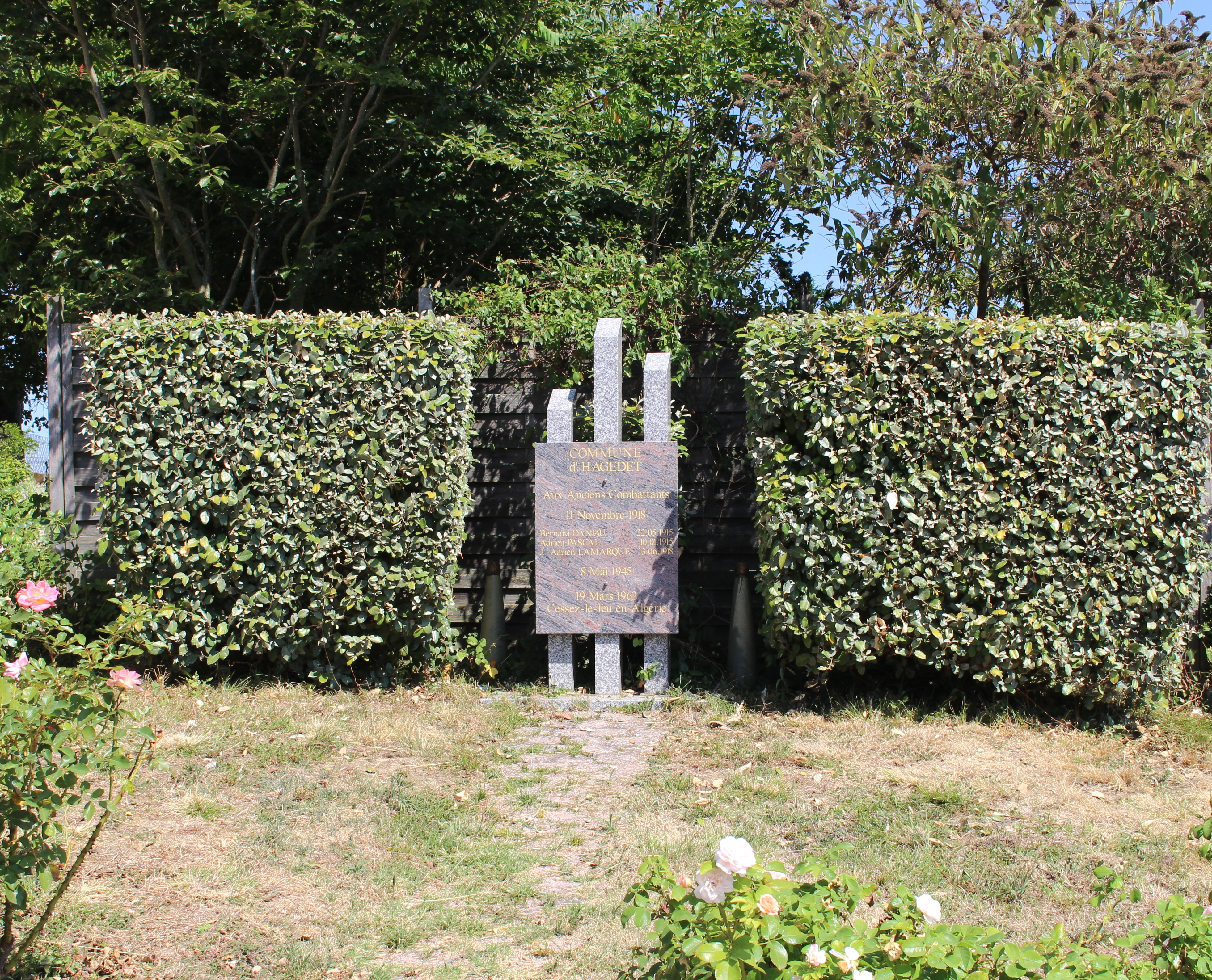
Gefallenendenkmal

- Kirche Saint-Michel
- Reste der Turmhügelburg
- Wasserturm
- Gefallenendenkmal

## Weinbau
Die Gemeinde gehört zum Weinbaugebiet Béarn. Hier werden Weine der Appellation Pacherenc du Vic-Bilh produziert.